# Stefan Wessels
Stefan Wessels (Rahden, 28 febbraio 1979) è un ex calciatore tedesco, di ruolo portiere.

## Palmarès

### Club
- Coppa di Lega tedesca: 2

Bayern Monaco: 1999, 2000
- Campionato tedesco: 3

Bayern Monaco: 1999-2000, 2000-2001, 2002-2003
- Coppa di Germania: 2

Bayern Monaco: 1999-2000, 2002-2003
- UEFA Champions League: 1

Bayern Monaco: 2000-2001
- Coppa Intercontinentale: 1

Bayern Monaco: 2001
- Campionato tedesco di seconda divisione: 1

Colonia: 2004-2005
- Campionato svizzero: 1

Basilea: 2009-2010
- Coppa Svizzera: 1

Basilea: 2009-2010